# Referendum in Korsika 2003

Lage Korsikas innerhalb Frankreichs mit der Regionaleinteilung im Jahr 2003

Am 6. Juli 2003 fand auf der französischen Insel Korsika ein Referendum über eine Verwaltungsreform statt. Der von der französischen Regierung unter Premierminister Jean-Pierre Raffarin ausgearbeitete Gesetzesentwurf sah einen Abbau von Verwaltungsstrukturen und eine größere Selbstverwaltung durch die gewählte Korsika-Versammlung (Assemblée de Corse) vor. Die vorgeschlagene Reform wurde von den Abstimmenden mit sehr knapper Mehrheit von 50,98 % abgelehnt. Die Wahlbeteiligung betrug 60,52 %.

## Hintergrund

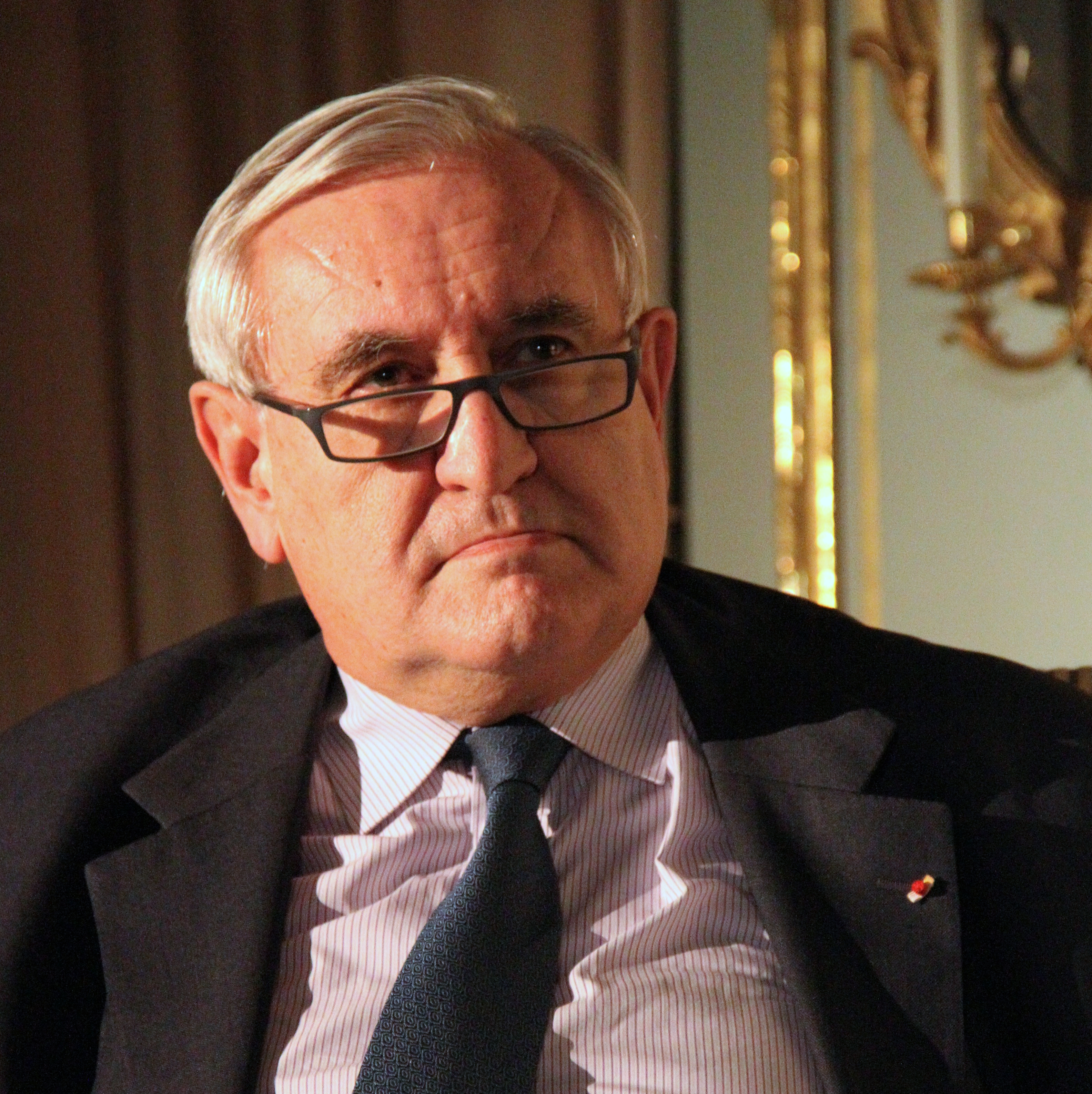
Jean-Pierre Raffarin (2013)

Die seit Mai 2002 im Amt befindliche konservative Regierung unter Premierminister Jean-Pierre Raffarin hatte sich die weitere Dezentralisierung der Verwaltungsstrukturen Frankreichs zum Ziel gesetzt. Eine erste Phase der Dezentralisierung hatte es in den Jahren ab 1982 gegeben. Premierminister Raffarin und sein agiler Innenminister Nicolas Sarkozy wollten nun einen „zweiten Akt“ (« acte II ») der Dezentralisierung einleiten.
Korsika war von diesen Projekten unmittelbar betroffen. Durch das Dezentralisierungsgesetz vom 2. März 1982 hatte die Insel den Status einer collectivité territoriale (territoriale Gebietskörperschaft) mit einer gewählten repräsentativen Versammlung (Assemblée de Corse) mit 61 Abgeordneten erhalten. Die Kompetenzen dieser Versammlung beschränkten sich zunächst auf eine beratende Tätigkeit. Später wurden die Kompetenzen sukzessive auf die Bereiche Erziehung, Kommunikation, Kultur, Umwelt und Bauordnung ausgeweitet und die Versammlung erhielt (wie auch die Versammlungen der anderen französischen Regionen) ein Budgetrecht, allerdings kein Gesetzgebungsrecht.
Verwaltungsmäßig hatte Korsika seit der Départementseinteilung 1790 nach der Französischen Revolution zunächst ein einziges Département Corse mit Präfektur in Bastia gebildet. 1793 wurde das Département in die beiden Départements Golo und Liamone mit Präfekturen in Bastia und Ajaccio geteilt. 1811 wurden die beiden Départements jedoch wieder vereinigt. Eine erneute Teilung erfolgte mit Wirkung vom 15. Mai 1975 in die heutigen Départements Haute-Corse („Ober-Korsika“) und Corse-du-Sud („Süd-Korsika“).
Wirtschaftlich erschien Korsika aus Sicht der Pariser Regierung rückständig. Die Insel hatte nur 260.196 Einwohner (gerade etwas mehr als das bevölkerungsstärkste der 20 Pariser Arrondissements) und das erwirtschaftete Bruttoinlandprodukt lag mit 18.147 Euro pro Einwohner deutlich unter dem französischen Durchschnitt (24.369 Euro). Die Arbeitslosenquote betrug 10,2 % (französischer Durchschnitt: 9,2 %). Auf der anderen Seite kamen auf 1.000 Einwohner Korsikas 92 Staatsangestellte (französischer Durchschnitt: 72). Korsika gab damit das Bild einer wirtschaftlich unterentwickelten und zugleich überadministrierten Region ab.

Die Flagge Korsikas, ein häufiges Symbol der korsischen Nationalisten

Bis etwa in die 1960er Jahre hatte es auf Korsika keine wesentliche Autonomiebestrebungen gegeben. Die traditionell auf der Insel sehr wichtigen Familienclans hatten sich mit der französischen Herrschaft arrangiert und die Insel profitierte von den regelmäßig aus Paris fließenden Subventionen. Nach dem Algerienkrieg strömten viele Algerienfranzosen (Pied-noirs) auf die Insel, wo sie viele Weingüter übernahmen und neu etablierten. Die französische Regierung unterstützte die Neusiedler mit Kreditvergaben, Vergabe von Bauland und Grundstücken, ohne dabei wesentliche Rücksicht auf die örtliche Bevölkerung zu nehmen. Diese Bevorzugung führte zu erheblichen Unzufriedenheiten bei der autochthonen Bevölkerung. Es kam zur Bildung regionalistischer korsischer Organisationen, die eine größere Selbstverwaltung forderten. Damit einher ging auch ein verstärktes Interesse an der korsischen Sprache. Am 21. August 1975 besetzte eine bewaffnete Gruppe korsischer Nationalisten der Action Régionaliste Corse (ANC) unter Edmond Simeoni die Schlucht bei Depeille nahe Aléria. Die Pariser Regierung sandte daraufhin mehrere Hundertschaften an Polizisten nach Korsika, die sich ein Feuergefecht mit den Besetzern lieferten, bei dem es zwei Tote gab. Dieser „Zwischenfall von Aléria“ markierte den äußeren Beginn der bewaffneten Autonomiebewegung in Korsika. Ein knappes Jahr später wurde am 4./5. Mai 1976 die Frontu di Liberazione Naziunalista Corsu (FLNC) gegründet, die seitdem mit Bombenanschlägen, Attentaten und Sabotageakten einen bewaffneten Kampf aus dem Untergrund heraus gegen Repräsentanten des französischen Staates oder französische Einrichtungen führt. Später entstanden noch weitere nationalistische Gruppen, die teilweise miteinander rivalisierten. Am 6. Februar 1998 wurde der Präfekt des Départements Corse-Sud Claude Érignac in Ajaccio Opfer eines Mordanschlags korsischer Nationalisten.

### Projekt der Regionalreform Korsikas
Vor dem oben geschilderten Hintergrund entschloss sich die Regierung Raffarin zu einer größer angelegten Reform der Institutionen Korsikas. Nach dem Gesetzesentwurf der Regierung sollten an die Stelle der bisherigen drei Institutionen, d. h. der zwei Départements und der collectivité territoriale de Corse eine einheitliche Gebietskörperschaft für Korsika mit Sitz in Ajaccio treten. Die bisherigen Kompetenzen der drei Institutionen sollten auf die neue Gebietskörperschaft übertragen werden. Die Kompetenzen derselben sollten zusätzlich noch erweitert werden. Die neue Assemblée de Corse sollte 91 nach Verhältniswahlrecht gewählte Mitglieder umfassen.
Um die Anhänger der alten Verwaltungsstrukturen nicht zu sehr vor den Kopf zu stoßen, war zusätzlich die Einrichtung von zwei Gebietsräten (conseils territoriaux) für die aufzulösenden Départements, die beratende Funktion haben sollten, vorgesehen. Damit waren die beiden Erwartungen verbunden, dass dadurch den korsischen Separatisten und Nationalisten der Wind aus den Segeln genommen werden sollte und dass andererseits die Verwaltung durch Abbau von Doppelstrukturen verschlankt und effizienter gestaltet werden sollte.
Am 3. April 2003 kündigte Premierminister Raffarin die Abhaltung eines Referendums in Korsika über das Gesetz zur Verwaltungsreform bzw. zum neuen Autonomiestatut an.

### Frage des Referendums
« Approuvez-vous les orientations proposées pour modifier l'organisation institutionnelle de la Corse figurant en annexe de la loi n° 2003-486 du 10 juin 2003 ? »

„Stimmen Sie den Empfehlungen zur Änderung der institutionellen Organisationen  Korsikas, wie sie im Gesetz Nr. 2003-486 vom 10. Juni 2003 dargelegt sind, zu?“

### Positionen der politischen Parteien
Die Stimmempfehlungen der wichtigsten politischen Parteien und Gruppierungen sind in der folgenden Tabelle zusammengefasst:
| Partei                                | Wahlempfehlung |
| ------------------------------------- | -------------- |
| Parti communiste français             | Nein           |
| OUI à la Corse dans une République    | Ja             |
| Corse Nouvelle                        | Ja             |
| Rassemblement Républicain pour le NON | Nein           |
| UMP                                   | Ja             |
| La Corse en marche                    | Ja             |
| U.D.F. de Corse                       | Nein           |
| Corsica Nazione                       | Ja             |
| Union Républicains pour le NON        | Nein           |
| Corse Sociale Démocrate               | Ja             |
| Mouvement pour la Corse               | Ja             |

Zwei Tage vor dem Referendum wurde Yvan Colonna, der mutmaßliche Mörder des Präfekten Claude Erignac durch die französische Polizei festgenommen. Allgemein wurde die Aktion als großer Erfolg für Innenminister Sarkozy beurteilt. Die Auswirkungen dieser spektakulären Aktion auf den Ausgang des Referendums wurden zwiespältig beurteilt. Manche gingen so weit, dahinter eine politische Inszenierung von Nicolas Sarkozy zu vermuten, was von diesem entschieden zurückgewiesen wurde.

## Ergebnisse

Wahlergebnisse nach Kantonen Départements und Wahlkreisen

### Ergebnisse insgesamt
Wahlberechtigt waren 189.971 Personen, von denen sich 114.970 (60,52 %) an der Wahl beteiligten. 112.170 Stimmen (97,6 %) waren gültig bzw. auswertbar (Stimmzettel nicht leer).
| Gebiet         | Wahlbeteiligung | Ja-Stimmen | Ja-Stimmen | Nein-Stimmen | Nein-Stimmen |
| Gebiet         | Wahlbeteiligung | Zahl       | %          | Zahl         | %            |
| -------------- | --------------- | ---------- | ---------- | ------------ | ------------ |
| Corse-du-Sud   | 60,22           | 25.182     | 49,94      | 25.238       | 50,06        |
| Haute-Corse    | 60,77           | 29.808     | 48,27      | 31.942       | 51,73        |
| KORSIKA gesamt | 60,52           | 54.990     | 49,02      | 57.180       | 50,98        |

### Ergebnisse nach Kantonen
Im Folgenden sind die Ergebnisse in den ehemals 52 Départements-Wahlkreisen Korsikas aufgeführt.
| Kanton                | Wahl- berechtigte | Wähler | Gültige Stimmen | Wahl- beteiligung | Ja (%)  | Nein (%) |
| --------------------- | ----------------- | ------ | --------------- | ----------------- | ------- | -------- |
| Ajaccio I             | 5984              | 3883   | 3794            | 64,89 %           | 52,61 % | 47,39 %  |
| Ajaccio II            | 2197              | 1334   | 1298            | 60,72 %           | 43,22 % | 56,78 %  |
| Ajaccio III           | 4017              | 2487   | 2409            | 61,91 %           | 47,70 % | 52,30 %  |
| Ajaccio IV            | 3053              | 1721   | 1678            | 56,37 %           | 47,38 % | 52,62 %  |
| Ajaccio V             | 3885              | 2189   | 2144            | 56,34 %           | 44,08 % | 55,92 %  |
| Ajaccio VI            | 8714              | 4683   | 4537            | 53,74 %           | 46,75 % | 53,25 %  |
| Ajaccio VII           | 8711              | 5182   | 5069            | 59,49 %           | 43,72 % | 56,28 %  |
| Alto-di-Casaconi      | 2491              | 1574   | 1543            | 63,19 %           | 44,39 % | 55,61 %  |
| Bastelica             | 2350              | 1484   | 1450            | 63,15 %           | 46,97 % | 53,03 %  |
| Bastia I CENTRE       | 3105              | 2045   | 1995            | 65,86 %           | 36,99 % | 63,01 %  |
| Bastia II             | 4826              | 3207   | 3127            | 66,45 %           | 31,28 % | 68,72 %  |
| Bastia III            | 1417              | 874    | 853             | 61,68 %           | 34,23 % | 65,77 %  |
| Bastia IV             | 1103              | 692    | 674             | 62,74 %           | 29,38 % | 70,62 %  |
| Bastia V              | 4278              | 2406   | 2368            | 56,24 %           | 22,85 % | 77,15 %  |
| Bastia VI             | 6899              | 4198   | 4144            | 60,85 %           | 22,03 % | 77,97 %  |
| Belgodère             | 3193              | 1814   | 1752            | 56,81 %           | 57,25 % | 42,75 %  |
| Bonifacio             | 1934              | 1006   | 957             | 52,02 %           | 51,10 % | 48,90 %  |
| Borgo                 | 8828              | 5240   | 5157            | 59,36 %           | 66,01 % | 33,99 %  |
| Bustanico             | 2396              | 1456   | 1411            | 60,77 %           | 58,47 % | 41,53 %  |
| Calenzana             | 4201              | 1459   | 1419            | 34,73 %           | 60,61 % | 39,39 %  |
| Calvi                 | 3832              | 2425   | 2373            | 63,28 %           | 62,92 % | 37,08 %  |
| Campoloro-di-Moriani  | 4388              | 2541   | 2493            | 57,91 %           | 58,97 % | 41,03 %  |
| Capobianco            | 2617              | 1759   | 1703            | 67,21 %           | 49,38 % | 50,62 %  |
| Castifao-Morosaglia   | 2918              | 1878   | 1832            | 64,36 %           | 51,75 % | 48,25 %  |
| Celavo-Mezzana        | 5555              | 3275   | 3176            | 58,96 %           | 46,85 % | 53,15 %  |
| La Conca-d’Oro        | 3476              | 2207   | 2143            | 63,49 %           | 40,41 % | 59,59 %  |
| Corte                 | 3436              | 2211   | 2129            | 64,35 %           | 57,59 % | 42,41 %  |
| Cruzini-Cinarca       | 2194              | 1414   | 1372            | 64,45 %           | 52,33 % | 47,67 %  |
| Les Deux-Sevi         | 2514              | 1608   | 1579            | 63,96 %           | 49,72 % | 50,28 %  |
| Les Deux-Sorru        | 2906              | 1783   | 1742            | 61,36 %           | 62,00 % | 38,00 %  |
| Figari                | 2616              | 1582   | 1549            | 60,47 %           | 45,45 % | 54,55 %  |
| Fiumalto-d’Ampugnani  | 3077              | 1777   | 1747            | 57,75 %           | 52,95 % | 47,05 %  |
| Ghisoni               | 2821              | 1520   | 1482            | 53,88 %           | 51,48 % | 48,52 %  |
| Haut-Nebbio           | 2447              | 1558   | 1517            | 63,67 %           | 34,67 % | 65,33 %  |
| Île-Rousse            | 4355              | 2431   | 2379            | 55,82 %           | 52,84 % | 47,16 %  |
| Levie                 | 2728              | 1642   | 1590            | 60,19 %           | 46,67 % | 53,33 %  |
| Moïta-Verde           | 3316              | 1791   | 1748            | 54,01 %           | 57,32 % | 42,68 %  |
| Niolu-Omessa          | 2938              | 1645   | 1617            | 55,99 %           | 51,52 % | 48,48 %  |
| Olmeto                | 3582              | 2210   | 2148            | 61,70 %           | 48,18 % | 51,82 %  |
| Orezza-Alesani        | 1680              | 1152   | 1127            | 68,57 %           | 69,57 % | 30,43 %  |
| Petreto-Bicchisano    | 1762              | 1133   | 1096            | 64,30 %           | 49,45 % | 50,55 %  |
| Porto-Vecchio         | 8471              | 4630   | 4512            | 54,66 %           | 60,33 % | 39,67 %  |
| Prunelli-di-Fiumorbo  | 4988              | 2799   | 2728            | 56,11 %           | 57,18 % | 42,82 %  |
| Sagro-di-Santa-Giulia | 3240              | 2216   | 2148            | 68,40 %           | 38,64 % | 61,36 %  |
| San-Martino-di-Lota   | 5188              | 3441   | 3345            | 66,33 %           | 41,91 % | 58,09 %  |
| Sartène               | 2861              | 1977   | 1922            | 69,10 %           | 44,43 % | 55,57 %  |
| Santa-Maria-Siché     | 6495              | 4376   | 4270            | 67,37 %           | 55,06 % | 44,94 %  |
| Tallano-Scopamène     | 1625              | 1095   | 1073            | 67,38 %           | 43,71 % | 56,29 %  |
| Venaco                | 1765              | 1165   | 1129            | 66,01 %           | 63,77 % | 36,23 %  |
| Vescovato             | 5068              | 2737   | 2681            | 54,01 %           | 49,31 % | 50,69 %  |
| Vezzani               | 1661              | 1024   | 986             | 61,65 %           | 61,16 % | 38,84 %  |
| Zicavo                | 1865              | 1079   | 1055            | 57,86 %           | 70,05 % | 29,95 %  |

### Ergebnisse nach Wahlkreisen
| Wahlkreis                        | Wahl- berechtigte | Wähler | Gültige Stimmen | Wahl- beteiligung | Ja (%)  | Nein (%) |
| -------------------------------- | ----------------- | ------ | --------------- | ----------------- | ------- | -------- |
| Circonscription de Ajaccio       | 41016             | 24876  | 24261           | 60,65 %           | 48,36 % | 51,64 %  |
| Circonscription de Bastia        | 47424             | 29843  | 29174           | 62,93 %           | 39,52 % | 60,48 %  |
| Circonscription de Corte Balagne | 58524             | 33399  | 32576           | 57,07 %           | 56,11 % | 43,89 %  |
| Circonscription de Sartène       | 45003             | 26897  | 26159           | 59,77 %           | 51,41 % | 48,59 %  |

## Beurteilung und weitere Entwicklung
Im Ergebnis wurde die Frage des Referendums mit sehr knapper Mehrheit von 50,98 % abgelehnt (2190 mehr Nein- als Ja-Stimmen bei 114.970 Wählern).
Schon wenige Stunden nachdem das Ergebnis feststand kam es zu erneuten Anschlägen der FLNC auf Ferienhäuser von Festlandfranzosen. Vielfach wurde die Besorgnis geäußert, dass die Gewalttaten jetzt noch zunehmen würden. Aus Protest gegen das Scheitern der Verwaltungsreform verließen die Abgeordneten der nationalistischen Corsica Nazione am 18. Juli 2003 das korsische Parlament. Am 21. Juli 2003 kam es zu Bombenexplosionen vor dem Finanz- und dem Zollamt in Nizza, für die korsische Nationalisten verantwortlich gemacht wurden und bei denen mehrere Menschen verletzt wurden.
Auffällig am Ergebnis war, dass die Verwaltungsreform schwerpunktmäßig vor allem in den städtischen Regionen (Bastia und Ajaccio) abgelehnt wurde, während sie in den ländlichen Regionen überwiegend auf Zustimmung traf. Die Ablehnung in Bastia war dabei deutlich stärker als in Ajaccio, was möglicherweise damit zusammen hing, dass Ajaccio als zukünftige Hauptstadt der Verwaltungsregion vorgesehen war.
Nach Ansicht einiger kritischer Beobachter hat sich durch die lange Tradition der Subventionierung und Überbürokratisierung auf Korsika ein „republiktreuer Klientelismus“ entwickelt. Parteiübergreifend wollen Politiker und Funktionäre, die von den ausgiebigen Subventionen aus Paris profitieren, nichts am bisherigen zentralistischen System ändern und zeigen sich als treue Anhänger des Zentralismus.
Die lange Tradition der zentralistischen Regierung aus dem fernen Paris hat auch dazu geführt, dass viele Wähler den Entscheidungen aus Paris grundsätzlich misstrauen und Wahlen als Gelegenheit wahrnehmen, mit den Politikern abzurechnen, d. h. deren Vorschläge abzulehnen. Die Tradition der regionalen Selbstregierung und Selbstverwaltung ist noch jung und ungewohnt.
Im Jahr 2013 fand ein ganz ähnliches Referendum im Elsass zur Vereinigung bzw. Auflösung der beiden elsässischen Départements statt. Auch dieses Referendum war nicht erfolgreich.